# Henning Mützlitz
Henning Mützlitz (* 1980 in Hofheim am Taunus) ist ein deutscher Autor.
Henning Mützlitz wuchs im hessischen Battenberg (Eder) auf und lebt heute in Herzogenaurach bei Nürnberg. Er studierte Politikwissenschaft in Marburg und ist seit einem Redaktionsvolontariat als freier Journalist und Schriftsteller tätig. Neben seinen Tätigkeiten als Redakteur (z. B. für das Magazin Geek!) verfasst er Romane und Kurzgeschichten, vorwiegend im Genre der Phantastik. Im Herbst 2015 erschien sein erster Historischer Roman Im Schatten der Hanse, auf den ein Jahr später mit Lübecker Rache die Fortsetzung folgte.

## Veröffentlichungen
- Hexagon – Der Pakt der Sechs, Köln: Feder & Schwert, 2019, ISBN 978-3-86762-360-5.
- Die Wächter-Chroniken – Schatten über Camotea (Hrsg., gemeinsam mit Christian Kopp), Norderstedt: Books on Demand, 2019, ISBN 978-3-7481-0928-0.
- Tod an der Aurach (gemeinsam mit Bernd Greber), Köln: Emons, 2018, ISBN 978-3-7408-0297-4.
- Lübecker Rache, Köln: Emons, 2016, ISBN 978-3-95451-996-5.
- Im Schatten der Hanse, Köln: Emons, 2015, ISBN 978-3-95451-720-6.
- Wächter der letzten Pforte (gemeinsam mit Christian Kopp), Essen: Papierverzierer Verlag, 2014, ISBN 978-3-944544-67-0.

- Im Rahmen der DSA-Serie bei Fantasy Productions bzw. Ulisses Spiele:
  - Der Ring des Namenlosen (2013), ISBN 978-3-86889-299-4.
  - Hundswache (2010), ISBN 978-3-89064-132-4.
  - Das Zepter des Horas (gemeinsam mit Christian Kopp)(2008), ISBN 978-3-89064-236-9.

- Kurzgeschichten (Auswahl):
  - Seine tote Lordschaft – enthalten im Groschenheft Die Grüne Fee – Ausgabe 2, Aachen, Windeck: Die Federfechter, 2017, ISSN 2509-4556.
  - Die Fleischfabrik – enthalten in der Anthologie Umray – A Textual & Visual Artbook, Essen: Papierverzierer Verlag, 2015, ISBN 978-3-944544-87-8.
  - Das Tourbillon – enthalten in der Anthologie Eis und Dampf (Hrsg. Christian Vogt), Mannheim: Feder & Schwert, 2013, ISBN 978-3-86762-200-4.
  - Angst und Schrecken in Alt-Gareth – enthalten in der Anthologie Schattenlichter – Geschichten aus Gareth (Hrsg. Eevie Demirtel), Waldems: Ulisses Spiele, 2013, ISBN 978-3-86889-861-3.

- Sachbuch:
  - Charlemagne – Vater Frankreichs? in: Karl – Geschichten eines Großen (Hrsg. Michael Kuhn und Judith C. Vogt), Aachen: Ammianus-Verlag, 2014, ISBN 978-3-9815774-6-4.
  - A. Lange & Söhne Highlights, Königswinter: Heel Verlag, 2010, ISBN 978-3-86852-231-0.
  - Omega Highlights, Königswinter: Heel Verlag, 2009, ISBN 978-3-86852-196-2.
  - Breitling Highlights, Königswinter: Heel Verlag, 2009, ISBN 978-3-86852-197-9.
  - Die „Operation Sichere Zukunft“ – Konflikte und Auswirkungen, Marburg: Tectum Verlag, 2007, ISBN 978-3-8288-9257-6.